# Championnats d'Europe de dressage 2003
Navigation
Édition précédente Édition suivante
Les championnats d'Europe de dressage 2003, vingt-et-unième édition des championnats d'Europe de dressage, ont eu lieu en 2003 à Hickstead, au Royaume-Uni. L'épreuve individuelle est remportée par l'Allemande Ulla Salzgeber et l'épreuve par équipe par l'Allemagne.